# 109-й отдельный стрелковый полк
109-й отдельный стрелковый полк (109 осп, в/ч 34494) — тактическое формирование Сухопутных войск Российской Федерации. До 1 января 2023 года находился в составе Народной милиции Донецкой Народной Республики. Сформирован из мобилизованных жителей Донецкой Народной Республики.

## История
109-й стрелковый полк сформирован в ходе мобилизации в Донецкой Народной Республике в 2022 году, после начала вторжения России на Украину. Полк состоял из 5 батальонов по 300 человек личного состава в каждом. Только 5—10% рекрутов имели боевую подготовку. Полк столкнулся с дефицитом офицерских кадров и плохим обеспечением снаряжением.
Летом 2022 года 109-й стрелковый полк занимался вместе с ВДВ РФ отражением украинских атак на правом берегу Днепра в Херсонской области. В конце июля 109-й полк расположился в Архангельском и других населённых пунктах на берегу реки Ингулец. 29 августа 2022 года 109-й полк был оттеснён со своих позиций.
В 2023 году 109-й стрелковый полк принимает участие в боях за Авдеевку.